# Meysembourg
Meysembourg (Luxemburgs: Meesebuerg, Duits: Meysemburg) is een plaats in de gemeente Larochette en het kanton Mersch in Luxemburg. Ten noordoosten van de plaats ligt op zo'n 2,5 kilometer Larochette en zo'n anderhalve kilometer ten westen ligt Angelsberg. Het dorpje bestaat uit een kasteel, hoeve en een aantal huizen.
Aan de noordkant van het dorp stroomt de Manzebaach. Door het dorp loopt de Wisebaach die bij het kasteel in de Manzebaach uitmondt.

## Bezienswaardigheden
- Kasteel Meysembourg
- Kerk van Meysembourg

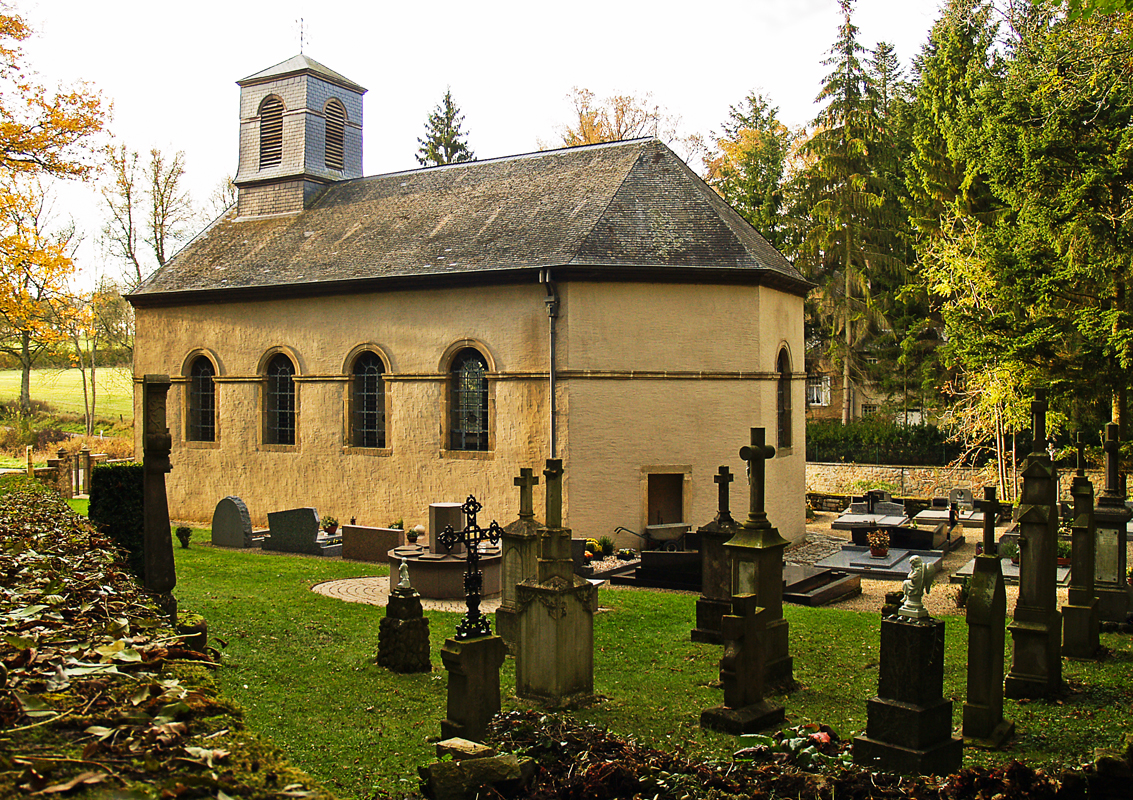
Het kerkje met kerhof
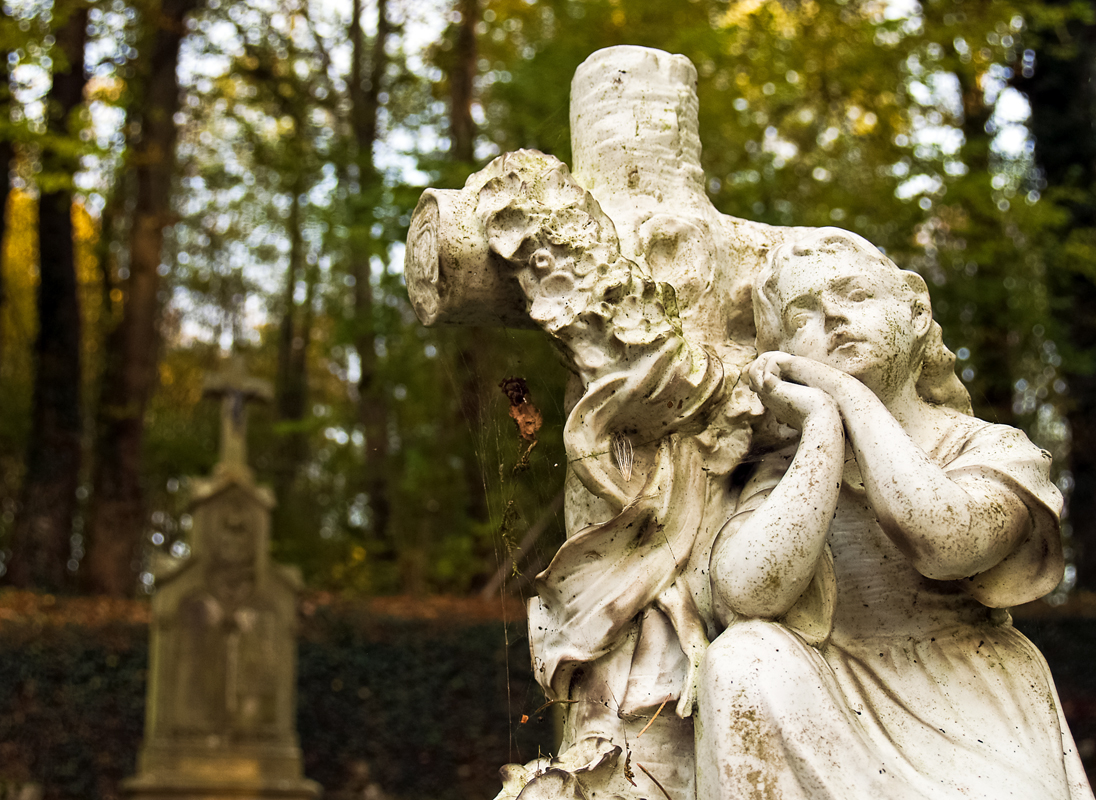
Grafsteen op het kerkhof
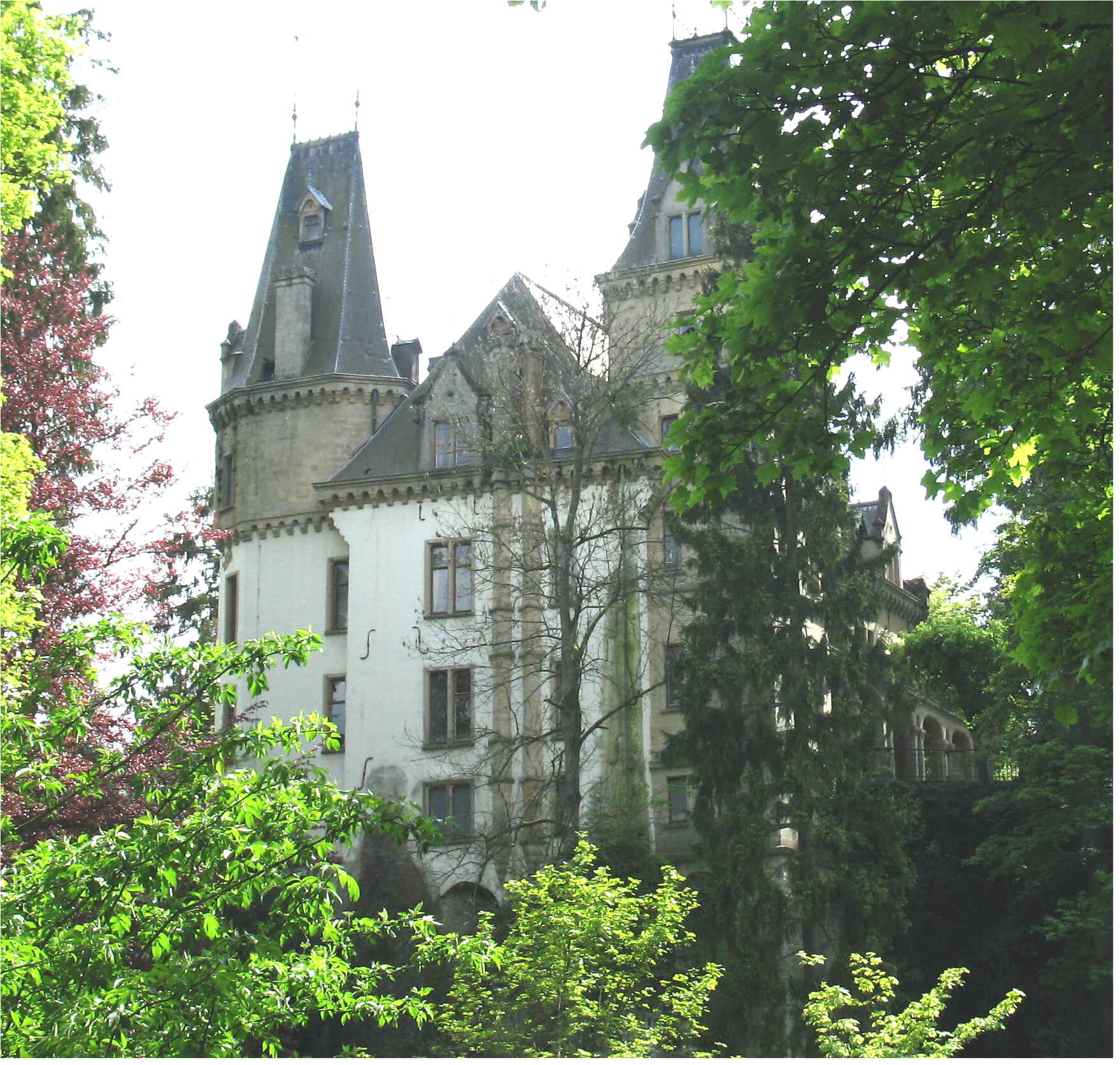
Kasteel Meysembourg